# Brigitta (Film)
Brigitta ist ein Film von Dagmar Knöpfel aus dem Jahr 1994. Die unabhängige, ohne Fernsehbeteiligung entstandene Produktion wurde ausschließlich an Originalschauplätzen in Ungarn gedreht.

## Inhalt
Um 1860 macht sich der junge Maler Florian auf den Weg, seinen Freund in Ungarn zu besuchen. Schon auf dem Weg eröffnet sich ihm ein völlig neues Leben. Er ist gebannt von den Schönheiten der Natur, die er in seinen Zeichnungen festhält. So lässt er sich Zeit für den Weg; erst nach Umwegen erreicht er das abgeschiedene Landgut seines Freundes. Dieser lebt scheinbar glücklich in seiner Einsamkeit. Doch mit der Zeit dringt sein Geheimnis nach außen, auf dessen Auflösung auch der Maler insistiert.

## Vorlage
Der Film basiert auf der gleichnamigen Novelle von Adalbert Stifter. Brigitta ist eine Geschichte aus Stifters Studien: Beschwörung der Welt des österreichisch-ungarischen Grenzlands. Die Novelle erfuhr zahlreiche Veröffentlichungen in Sammlungen und Einzelausgaben.

## Kritik
„(…) Der Film erinnert stark an die Werke des französischen Regisseurs Eric Rohmer, mit seinen entspannten Gesprächen, tiefen Wahrheiten, gezogen aus kleinen Ereignissen und einem generellen Optimismus, die menschliche Natur betreffend.“
„Mit ihrem ersten großen Film zeigt Dagmar Knöpfel, daß Kino keine melodramatische Kunst des Erzählens ist, daß es hier vor allem gilt, das Schauen nicht zu verlernen: die Gnade der Geduld, den sanften, doch genauen Blick.“